# Santo Stefano in Aspromonte

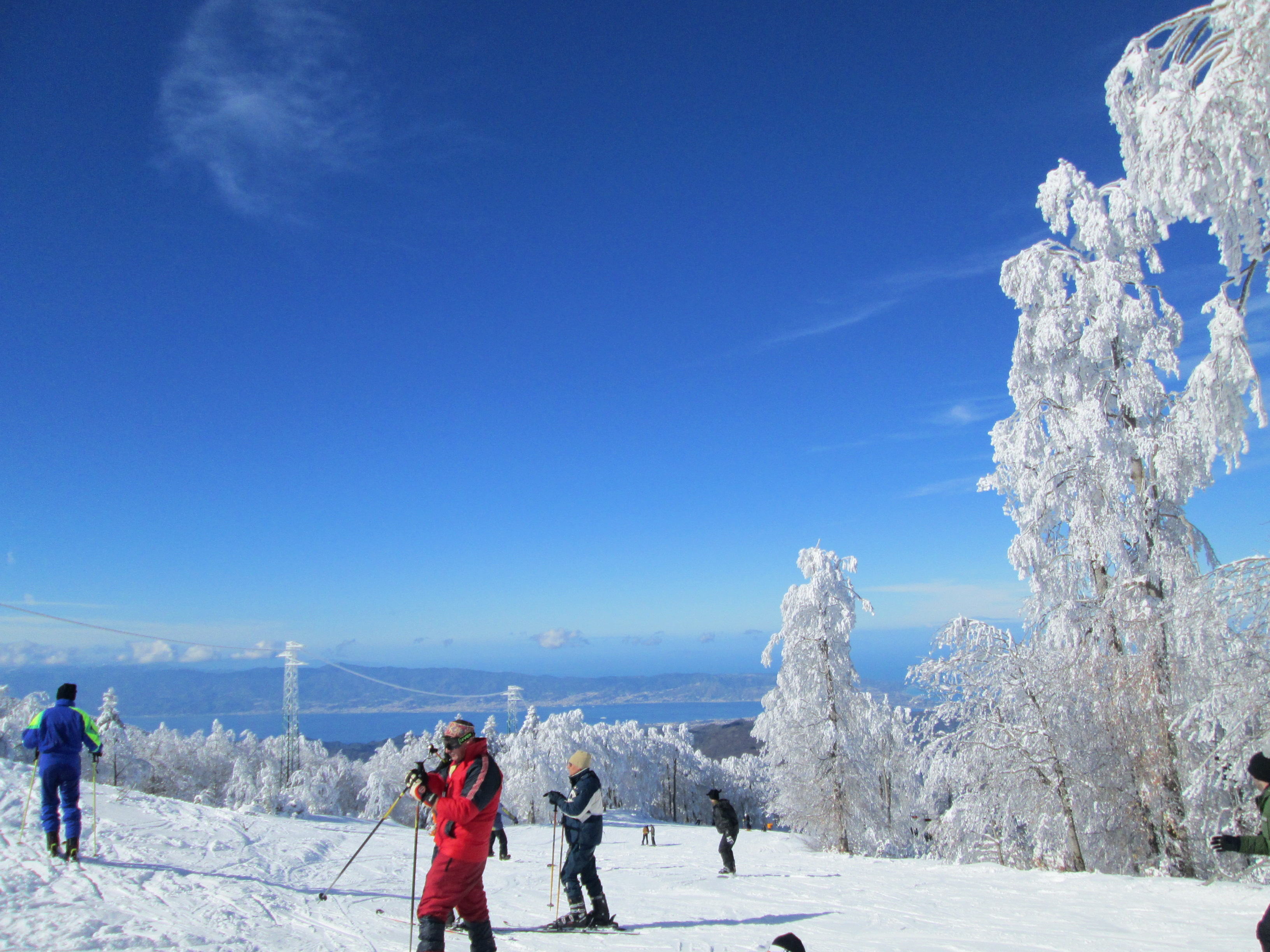
Estância de esqui em Gambarie, Santo Stefano in Aspromonte

Santo Stefano in Aspromonte é uma comuna italiana da região da Calábria, província de Reggio Calabria, com cerca de 1.467 habitantes. Estende-se por uma área de 17 km², tendo uma densidade populacional de 86 hab/km². Faz fronteira com Laganadi, Reggio di Calabria, Roccaforte del Greco, San Roberto, Sant'Alessio in Aspromonte, Scilla.

## Demografia
| Variação demográfica do município entre 1861 e 2011                               |
|                                                                                   |
| Fonte: Istituto Nazionale di Statistica (ISTAT) - Elaboração gráfica da Wikipedia |